# Календа
Календа (крим. Kalenda) — річка в Україні, у Бахчисарайському районі Автономної Республіки Крим. Ліва притока Чорної (басейн Чорного моря).

## Опис
Довжина річки приблизно 4,40 км, площа басейну водозбору 3,43  км², найкоротша відстань між витоком і гирлом — 3,84  км, коефіцієнт звивистості річки — 1,46 . Формується декількома безіменними струмками.

## Розташування
Бере початок на північно-східних схилах гори Мердвен-Каяси (856,6 м). Тече переважно на північний захід понад горою Календи-Баїр (715,0 м) і впадає у Чорноріченське водосховище (Чорна річка).
Населені пункти вздовж берегової смуги: Підгірне (до 1945 року — Календо; крим. Kalendo) .

## Цікавий факт
- На північно-західній стороні від гирла річки розташований Байдарський заказник, а на північному сході — Скельські менгіри.